# Serranus hepatus
Serran hépate
Espèce
Le serran hépate, serran à tache noire ou serran tambour (Serranus hepatus) est une espèce de poissons benthiques de mer Méditerranée proche du mérou.

## Physionomie
Le serran hépate possède un corps légèrement plus trapu que celui des autres serrans. C'est aussi l'un des plus petits, avec une longueur maximale de 15 cm. Il porte également une robe brune moins colorée : son corps est clair et traversé de cinq bandes transversales brun foncé de largeur irrégulière. Ses opercules sont rayés de trois lignes orange horizontales.
Ses écailles cténoïdes sont lisses au toucher.
Sa grande bouche prognathe présente une forte ressemblance avec celle du mérou : elle s'ouvre toute grande par des soufflets jugulaires et porte des dents acérées.
Ses nageoires se présentent ainsi :
- caudale : arrondie, jaune ;
- dorsale : longue, avec des épines antérieures, et des rayons mous à l'arrière ornées d'une tache ronde et noire cerclée de blanc ;
- anale : brun foncé, avec trois rayons épineux ;
- pectorales : jaunes ;
- ventrales : petites et noires.

## Biologie et écologie
Le serran hépate vit dans les zones rocheuses de la zone benthique littorale, en bordure des prairies de posidonies. On le rencontre généralement à une profondeur supérieure à 40 m (et jusqu'à 100 m).
Ce prédateur zoophage se nourrit d'annélides, de petits crustacés, de céphalopodes et de petits poissons.
Le serran hépate est hermaphrodite synchrone : il possède des organes génitaux bivalents (ovotestis), dont les parties mâle et femelle arrivent à maturité parfois simultanément. Les œufs sont pondus de mars à août et collés sur des pierres.